# ای کامپنی
ایزی کامپنی (انگلیسی: Easy Company) یا گروهان ایزی، از گردان دوم از هنگ پیاده‌نظام پانصد و ششم، از «لشکر ۱۰۱ هوابرد» (مشهور به عقاب‌های غران)، یکی از مشهورترین گروهان‌های نیروی زمینی ایالات متحده آمریکا است.
تجربه‌های آنان در جریانِ جنگ جهانی دوم، موضوعِ مجموعهٔ تلویزیونی جوخه برادران بود که بر اساس کتابی به همان نام اثرِ استیون ای. امبروز ساخته شد.